# Carretera del Pamir

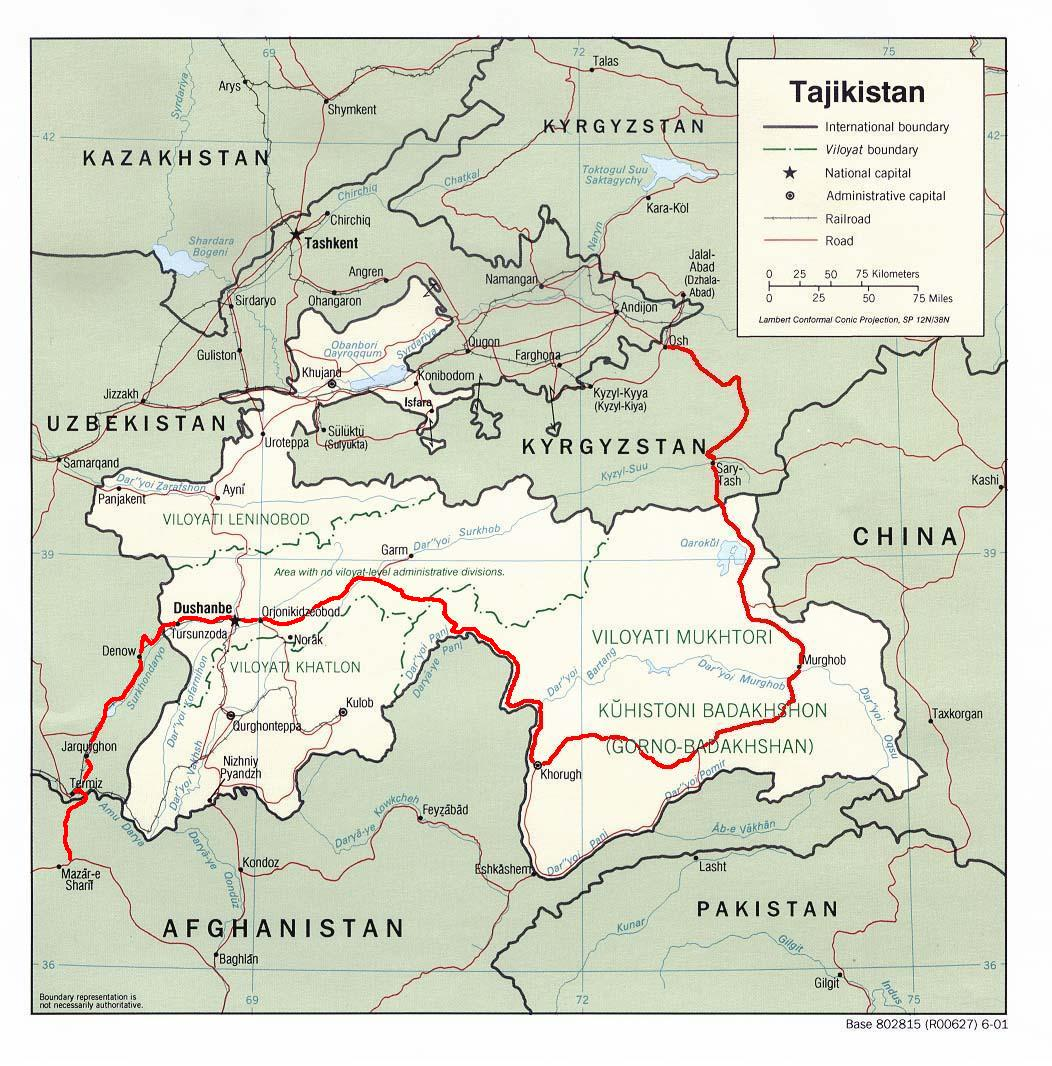
La histórica carretera del Pamir se encuentra en Asia Central. Pasa por Afganistán, Uzbekistán, Tayikistán y Kirguistán. La moderna M41 se extiende desde Osh a Kala Ala en los suburbios occidentales de Biskek.

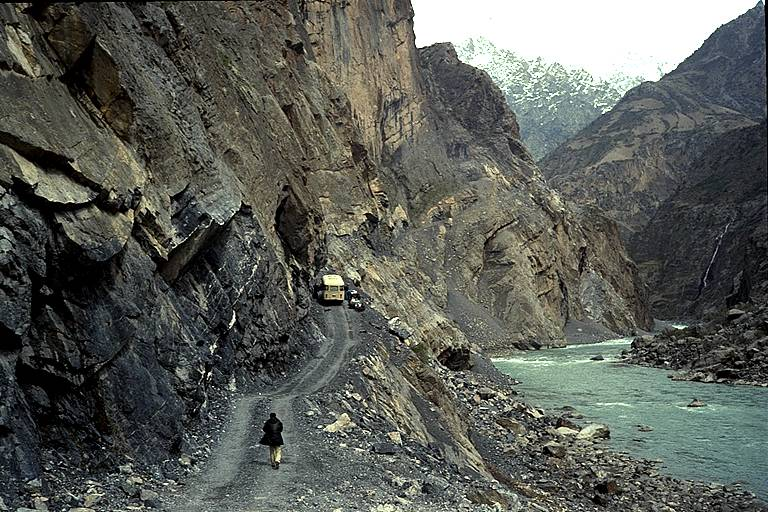
La carretera del Pamir entre Dusambé y Jorog, uno de los tramos más abruptos y difíciles.

La M41 conocida informalmente y más comúnmente como la carretera del Pamir (en ruso: Памирский тракт, Pamirsky Trakt)  es una carretera del Asia Central que atraviesa las montañas del Pamir, pasando por Afganistán, Uzbekistán, Tayikistán y Kirguistán. Es la única ruta continua que cruza el difícil terreno montañoso y sirve como principal vía de suministro en Tayikistán a la provincia de Alto Badajshán. La ruta ha sido utilizada durante miles de años, ya que hay muy pocas rutas viables a través de las altas montañas del Pamir. La carretera era un enlace con la antigua ruta comercial de la ruta de la seda.
La carretera, entre las ciudades de Dusambé  y Osh tiene una longitud total de 1252 km.

## Descripción de la ruta
Las fuentes de cada país discrepan sobre uno de los extremos de la carretera, señalando como comienzo tanto Mazari Sharif (Afganistán), Termez (Uzbekistán), Dusambé (Tayikistán) o Khorugh (Tayikistán). Todas las fuentes, sin embargo, están de acuerdo en que la carretera termina en la ciudad de Osh, Kirguistán. Hoy en día, la ruta es parte de la carretera M41, que comienza en Termiz (37°12′39″N 67°16′20″E / 37.21083, 67.27222) y termina en  Kara-Balta , al oeste de Biskek, Kirguistán (42°49′40″N 73°52′53″E / 42.82778, 73.88139). La ruta sigue hacia el norte atravesando Termiz antes de girar al este y cruzar a Tayikistán. A continuación, sigue una ruta en dirección general este, a través de Dusambé, capital de Tayikistán, hasta Khorugh, cruzando los ríos Kafirnigan, Vakhsh y Bartang. A partir de ahí, continúa al este unos 310 kilómetros hasta Murghab, donde cruza el homónimo  río Murghab. La carretera pasa a través del paso Ak-Baital (4655 m) y  pasa por el Lago Karakul antes de cruzar a Kirguistán hasta terminar en Osh. El tramo de carretera entre Khorog y Osh atrae  una pequeña cantidad de turismo debido a su abrupta belleza natural.
La carretera fue construida en parte en el siglo XIX (durante la época del Gran Juego), y en parte en la época soviética, en los años 1930.
La carretera del Pamir es designado como ruta M-41 en la mayor parte de su longitud en Tayikistán y Kirguistán, y es conocida como la segunda carretera internacional de más altitud en el mundo (4655 m). El tramo entre Dusambé y Murghab es parte de la ruta europea E 008.
La construcción y los niveles de mantenimiento varían sustancialmente a lo largo de la carretera. La carretera estuvo pavimentada en su mayor parte, pero ahora hay bastante tramos sin pavimentar o en tal mal estado —con agrietamientos que cortan los neumáticos— que se usan caminos sin asfaltar paralelos. El camino está muy dañado en algunos lugares por la erosión causado por la difícil climatología, los frecuentes deslizamientos de tierra y avalanchas y los esporádicos terremotos.

## Cultura popular
En la película de 1985 Spies Like Us [Espías como nosotros], a los señuelos GLG-20 interpretados por  Chevy Chase y Dan Aykroyd  se les dice que encontraran sus contactos en la "carretera a Dusambé", una referencia a la carretera M41.

## Galería de imágenes

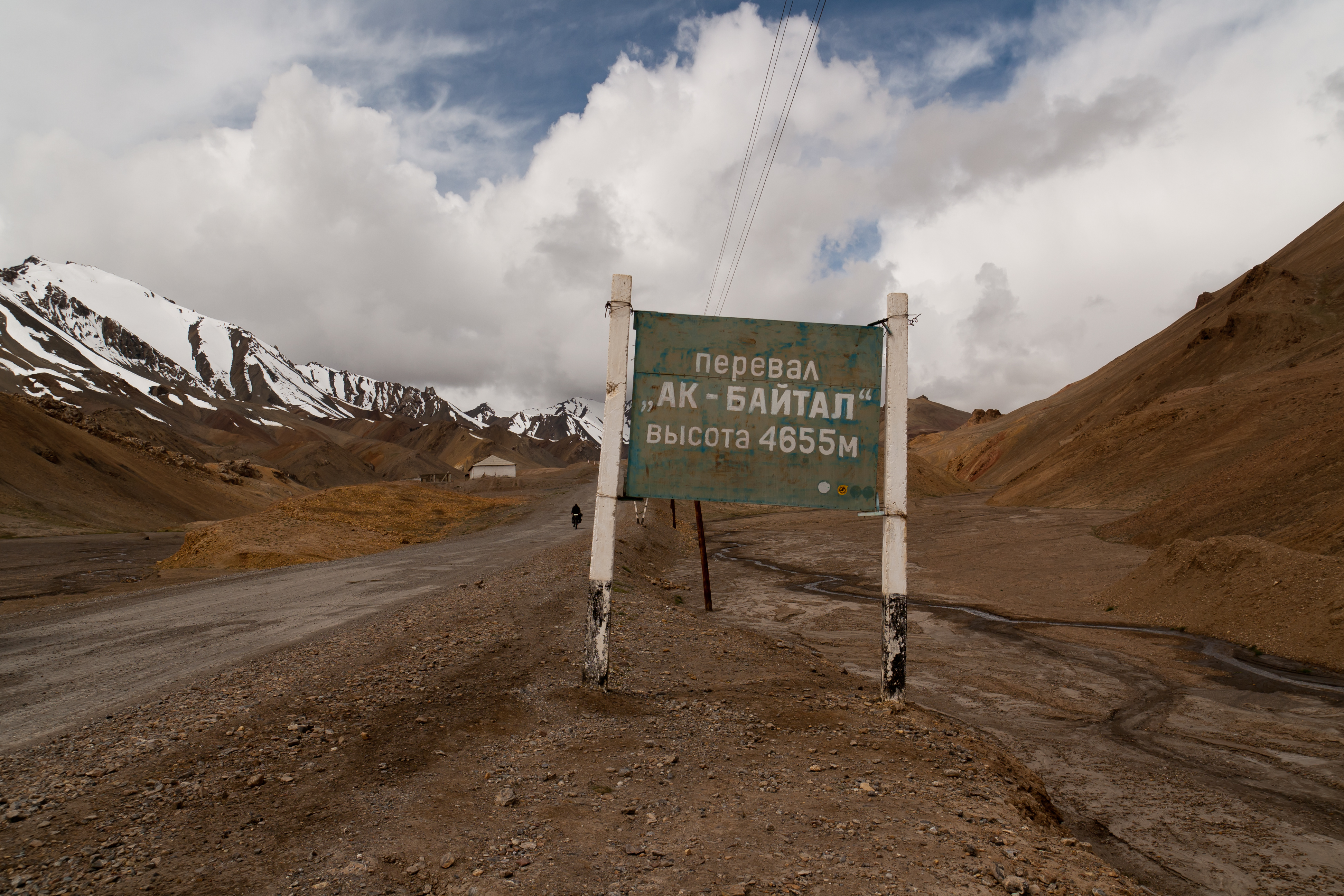
El paso Ak-Baital (4655 m), el punto más alto de la carretera
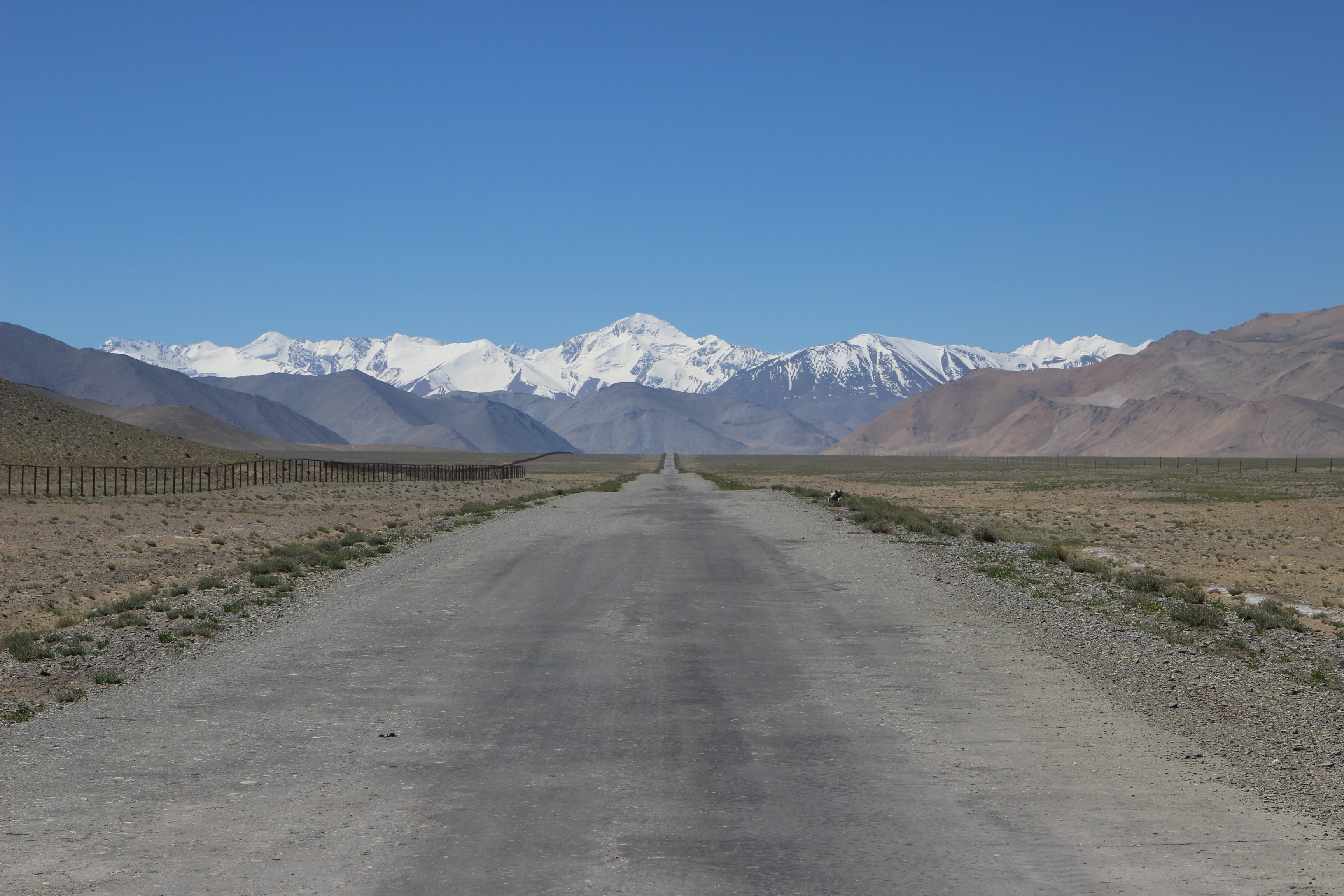
La carretera en el lago Karakul (Tayikistán)
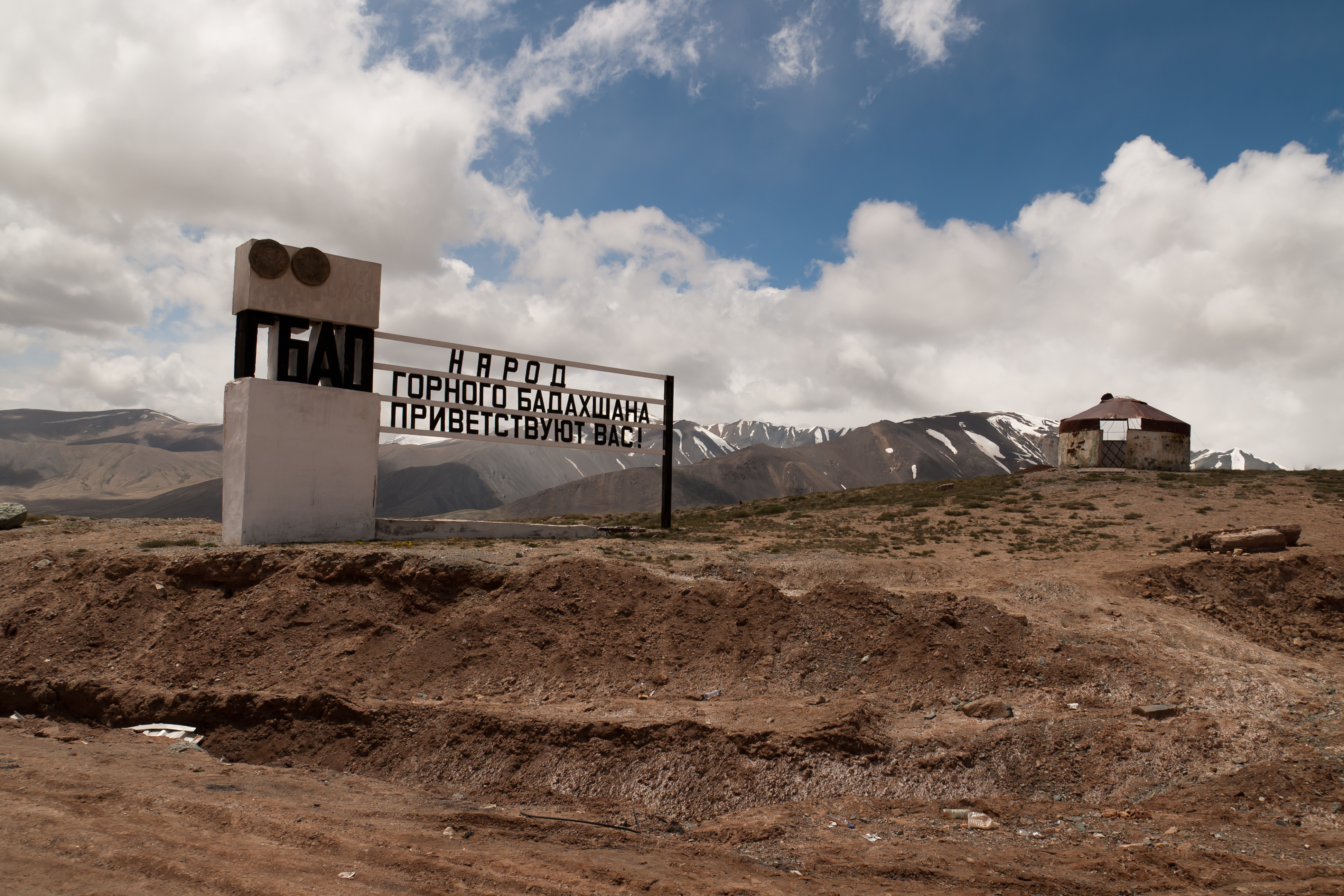
Cartel de bienvenida a la Provincia de Alto Badajshán
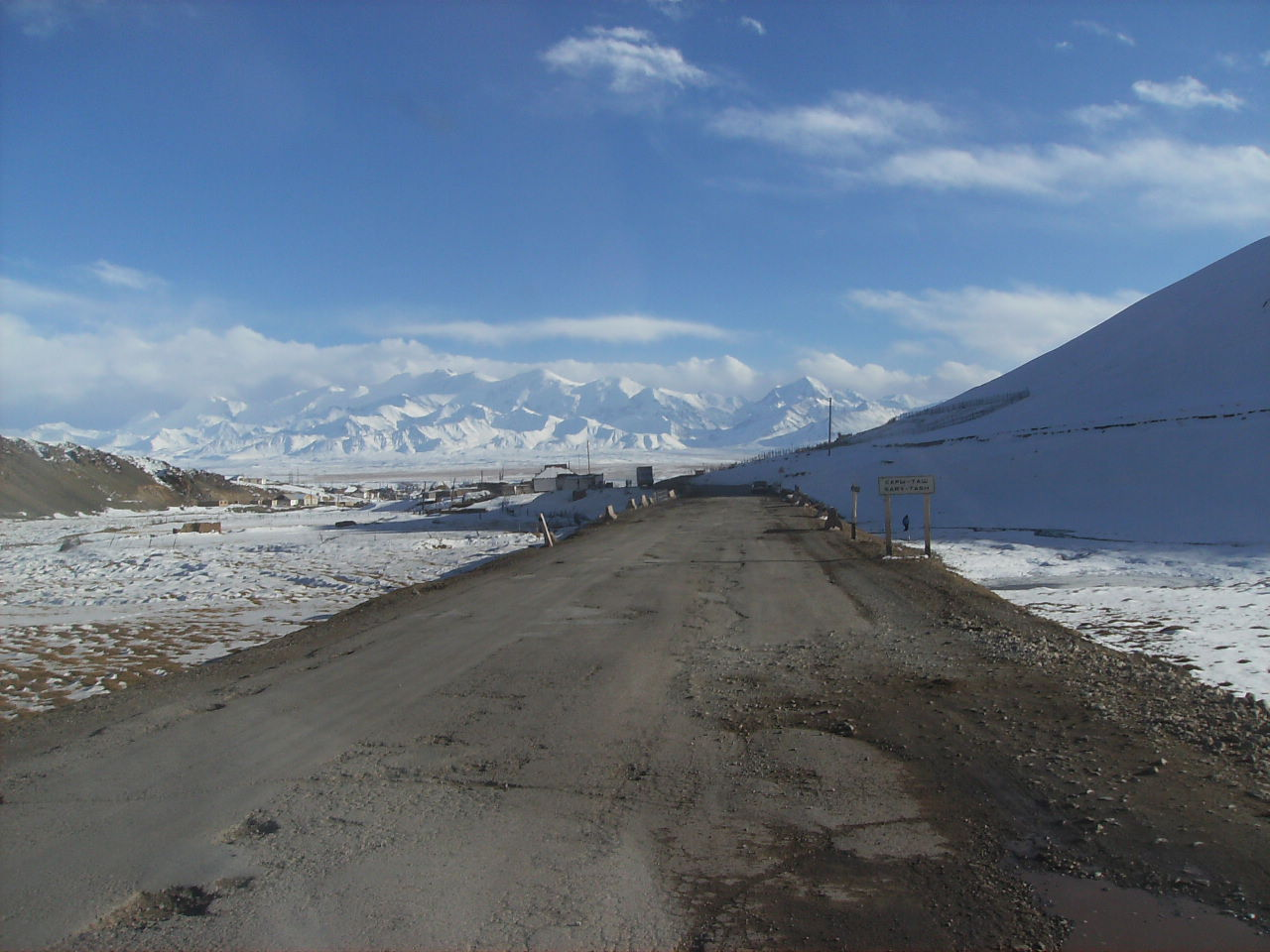
Sary Tash (Kirguistán)
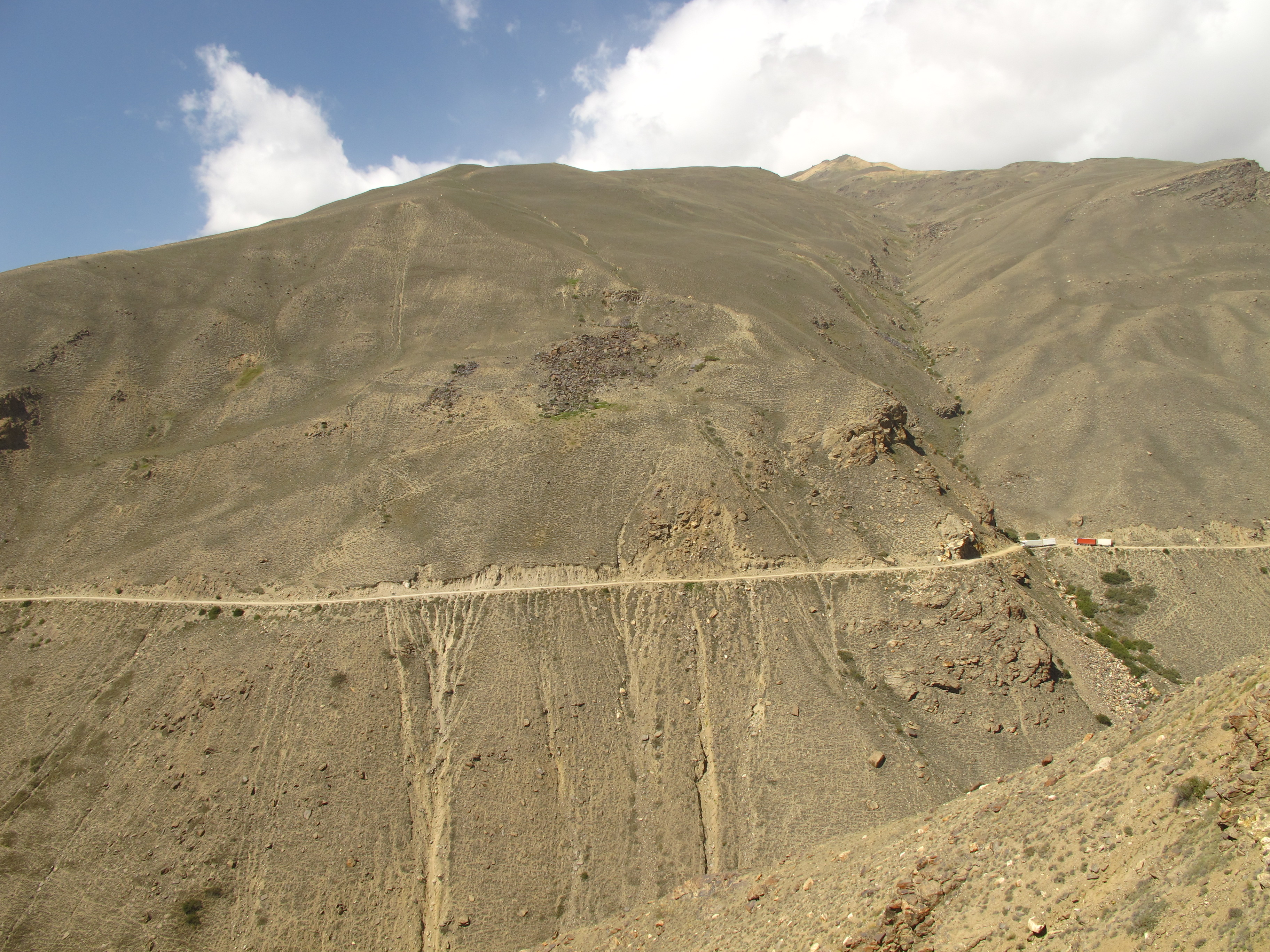
Camiones transportando mercancía en dirección al valle de Wakhan
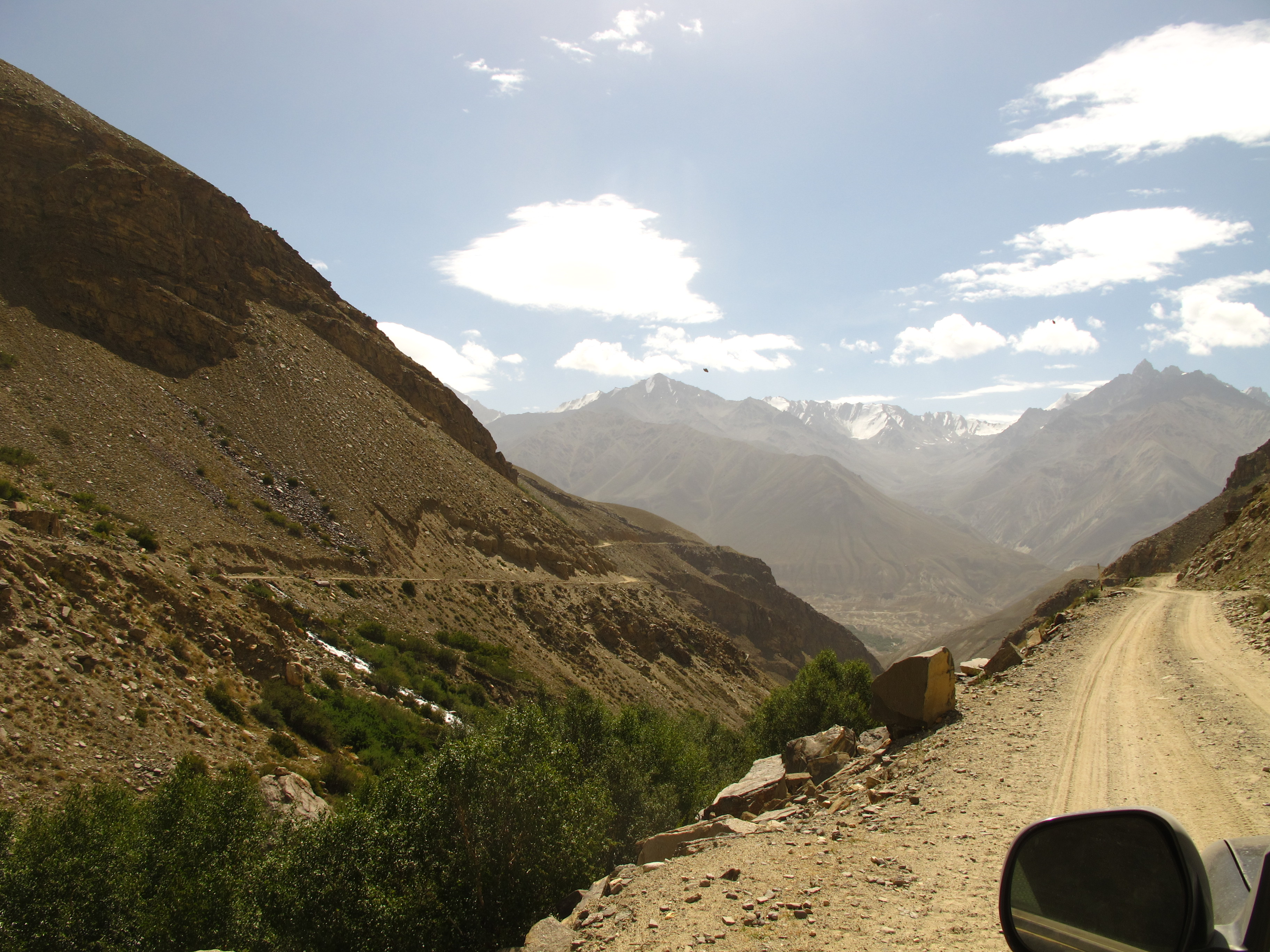
Entre Murghab y Vrang, en 2015